# امیرآباد (گاریزات)
امیرآباد روستایی در دهستان گاریزات بخش گاریزات شهرستان تفت استان یزد ایران است.

## جمعیت
بر پایه سرشماری عمومی نفوس و مسکن در سال ۱۳۹۵ جمعیت این روستا ۴۴ نفر (۱۵خانوار) بوده‌است.